# Morocco Tennis Tour - Meknes 2012
Il Morocco Tennis Tour - Meknes 2012 è stato un torneo professionistico di tennis maschile giocato sulla terra rossa. È stata la 5ª edizione del torneo che fa parte dell'ATP Challenger Tour nell'ambito dell'ATP Challenger Tour 2012. Si è disputato a Meknès in Marocco dal 20 al 26 febbraio 2012.

## Partecipanti

### Teste di serie
| Nazionalità | Giocatore               | Ranking* | Testa di serie |
| ----------- | ----------------------- | -------- | -------------- |
| Romania     | Adrian Ungur            | 100      | 1              |
| Austria     | Andreas Haider-Maurer   | 114      | 2              |
| Russia      | Evgenij Donskoj         | 141      | 3              |
| Spagna      | Daniel Muñoz de la Nava | 144      | 4              |
| Rep. Ceca   | Jan Hájek               | 146      | 5              |
| Italia      | Matteo Viola            | 147      | 6              |
| Spagna      | Pablo Carreño Busta     | 148      | 7              |
| Rep. Ceca   | Ivo Minář               | 159      | 8              |

- Ranking al 13 febbraio 2012.

### Altri partecipanti
Giocatori che hanno ricevuto una wild card:
- Omar Erramy
- Yassine Idmbarek
- Reda Karakhi
- Younes Rachidi

Giocatori passati dalle qualificazioni:
- Alberto Brizzi
- Marcin Gawron
- Gerard Granollers Pujol
- Bastian Knittel

## Campioni

### Singolare
Evgenij Donskoj ha battuto in finale  Adrian Ungur con il punteggio di 6–1, 6–3

### Doppio
Adrián Menéndez Maceiras /  Jaroslav Pospíšil hanno battuto in finale  Gerard Granollers Pujol /  Iván Navarro con il punteggio di 6–3, 3–6, [10-8]